# 懷念的播音員 (電影)
《懷念的播音員》是一部於1965年上映的臺灣文藝片。由亞宏電影公司發行。此電影由郭南宏執導，華江、祝菁、傅皇華、王薏雯、金伶主演，講述在臺灣民國時期，一段淒美動人的愛情故事。

## 剧情
林信原是高雄廣播電台的播音員，因緣際會下與女中的高才女何玉美相戀，兩人互相投緣，卻又無奈家世背景差太多，玉美的母親認為窮酸的播音員信原根本配不上玉美，信原為了衣錦返鄉，在玉美的金援下考上了北部某師範大學而北上念書，雖然兩人分隔兩地，但是卻無法阻礙兩人戀情，兩人時常書信往來，好不相思，直到某一日，信原不再收到玉美的信件，寄出的信也皆無回音，痛苦萬分的他得知玉美即將嫁給他的遠房表哥金進風，誤認為玉美背叛的他自甘墮落，整日借酒澆愁，卻意外遭遇車禍，陷入昏迷。
玉美得知了這個消息，連忙北上照顧信原，不知道該怎麼面對信原的玉美，留下了書信給予信原，信原清醒後，才由信件得知玉美在母親的策劃下被迫與表哥進風送作堆，自認清白不再無法再面對信原。知道真相的信原大受打擊，對於誤會玉美感到愧疚，卻又因感到無法分擔玉美的痛苦而遺憾不己，然而婚事已經底定，任憑信原怎麼想要挽回也無能為力。
多年之後信原也從大學畢業，決定回到電台繼續工作，已經能夠經濟自主的信原向在大學期間不斷陪伴他的嬌玲求婚，兩人南下接老母親北上，定居在台北。
一次意外的相遇，皆以成婚的信原與玉美再次相遇，信原祈求著玉美寬恕昔日誤會，玉美緊緊抱住信原痛哭而泣，兩人緊緊握著彼此的雙手相約，一定要好好的活下去，此時車廂內的廣播電台又傳來熟悉的歌聲，相戀的兩人註定走上不一樣的人生道路。

## 演員
| 演員   | 角色   | 簡介                                                                                              |
| 華江   | 林信原 | 高雄廣播電台 的播音員，家世貧窮，與母親相依為命。                                                 |
| 祝菁   | 何玉美 | 高雄某女中 高中生，富家女，對林信原有愛慕之情。                                                   |
| 傅皇華 | 金進風 | 何玉美表哥 愛慕何玉美，用千方百計想要得到她的芳心，又不得其門而入，得知玉美已有心上人後走上極端。 |
| 王薏雯 | 鄭嬌玲 | 酒家女 酒醉於路邊被林信原所救，而對林信原產生愛慕之情，在林信原低潮時對其無微不至的照顧。         |
| 金伶   | 王麗文 | 學生 林信原家教班的學生。                                                                         |